# La Bisbal del Penedès
La vila de la Bisbal del Penedès és un municipi de la vegueria del Penedès.

## Etimologia
El nom resulta d'un equívoc etimològic. Està documentat el 1011 com "ipso episcopal" i al segle xiii com "dominis de Episcopali", en català Casal del Bisbal, amb article masculí que no va canviar a femení fins a l'edat moderna. Però no ha estat mai cap domini d'un bisbe sinó dels senyors de Castellvell de la Marca que tenien una torre per vigilar el nus de camins amb el camp del Penedès. Probablement la talaia, origen de la vila, va ser anomenada a partir del grec antic ἐπῐ́σκοπον (epískopon, 'lloc de vigilància'), acusatiu de ἐπίσκοπος (epískopos, 'bisbe') que literalment significa «aquell qui vigila». La funció de vigilància de camins la va exercir després el Castell de la Bisbal situat en el camí Ral al costat del pont sobre la riera de la Bisbal.

## Geografia
- Llista de topònims de la Bisbal del Penedès (Orografia: muntanyes, serres, collades, indrets..; hidrografia: rius, fonts...; edificis: cases, masies, esglésies, etc).

## Demografia
| 1497 f | 1515 f | 1553 f | 1717 | 1787 | 1857  | 1877  | 1887  | 1900  | 1910  |
| ------ | ------ | ------ | ---- | ---- | ----- | ----- | ----- | ----- | ----- |
| 25     | 32     | 33     | 363  | 814  | 1.425 | 1.447 | 1.593 | 1.630 | 1.604 |

| 1920  | 1930  | 1940  | 1950  | 1960  | 1970  | 1981  | 1990  | 1992  | 1994  |
| ----- | ----- | ----- | ----- | ----- | ----- | ----- | ----- | ----- | ----- |
| 1.548 | 1.409 | 1.293 | 1.238 | 1.215 | 1.263 | 1.219 | 1.363 | 1.425 | 1.425 |

| 1996  | 1998  | 2000  | 2002  | 2004  | 2006  | 2008  | 2010  | 2012  | 2014  |
| ----- | ----- | ----- | ----- | ----- | ----- | ----- | ----- | ----- | ----- |
| 1.628 | 1.747 | 1.943 | 2.209 | 2.483 | 2.815 | 3.328 | 3.343 | 3.428 | 3.495 |

| 2016  | 2018  | 2020  | 2022  | 2024  | 2026 | 2028 | 2030 | 2032 | 2034 |
| ----- | ----- | ----- | ----- | ----- | ---- | ---- | ---- | ---- | ---- |
| 3.466 | 3.464 | 3.631 | 4.062 | 4.168 | -    | -    | -    | -    | -    |

| Entitat de població         | Habitants (2024) |
| la Bisbal del Penedès       | 1.322            |
| el Priorat de la Bisbal     | 923              |
| Can Gordei                  | 784              |
| l'Esplai del Penedès        | 418              |
| la Miralba                  | 242              |
| el Papagai                  | 220              |
| la Pineda de Santa Cristina | 136              |
| la Masieta                  | 124              |
| l'Ortigós                   | 14               |
| Font: Idescat               |                  |

## Política
Actualment, des del 2015, a l'alcaldia hi és l'Agnès Ferré Cañellas.
Nombre de regidors per partit
| Junts | -  | -      | -  | -      | - | - | -  | -  | -  | -  | 6      | 2      |
| PSC | -  | -      | -  | -      | 2 | 4 | 2  | 2  | 1  | 1  | 2      | 1      |
| PP | -  | -      | -  | -      | - | 0 | -  | 0  | 0  | 0  | -      | -      |
| ERC | -  | -      | -  | -      | - | - | 4  | 5  | 6  | 5  | 1      | 1      |
| ECP | -  | -      | -  | -      | - | - | 0  | -  | -  | -  | -      | -      |
| CiU | -  | -      | -  | 4      | 7 | 5 | 5  | 3  | 4  | 5  | -      | -      |
| Altres | 9a | 5b; 4a | 9b | 4c; 1b | - | - | -  | 1d | -  | -  | 1e; 1f | 5g; 2h |
| Total | 9  | 9      | 9  | 9      | 9 | 9 | 11 | 11 | 11 | 11 | 11     | 11     |
| a Agrupación Independiente Bisbalense; b Associació Democràtica de la Bisbal; c Alternativa Bisbalenca; d Agrupació Democràtica Municipal; e Units per la Bisbal del Penedès - FIC; f Ara La Bisbal del Penedès; g Compromís - APL; h Tots som La Bisbal; |    |        |    |        |   |   |    |    |    |    |        |        |

## Història
La batalla de la Bisbal del 17 de maig de 1813 fou un enfrontament armat de la guerra del francès en la que els francesos de Maurice Mathieu foren vençuts per les tropes dels generals Francisco de Oliver-Copons i Josep Manso a La Bisbal del Penedès.

## Cultura popular
A la Bisbal se celebra cada 15 d'agost una diada castellera de les importants del calendari, per la seva continuïtat i pel nivell de les actuacions que s'hi veu. Fins al 2015 no hi havia colla castellera pròpia i totes les colles que actuaven a la diada eren foranes; per això, la Bisbal era coneguda tradicionalment com la plaça més castellera sense colla pròpia. Des de 2015, però, existeix la Colla Castellera La Bisbal del Penedès coneguda amb el renom dels Bous de la Bisbal.

## BisbalPenedèsTV
Uns joves bisbalencs van crear BisbalPenedèsTV (BPtv), que anteriorment es va a anomenar LaBisbalTV, que feia emissions en línia des de la seva pàgina web oficial. Normalment emetien la Festa Major i alguns actes.
També tenien una pàgina web on informen de les notícies de la Bisbal del Penedès, i també la resta del Penedès, anomenada Notícies elCritdelaVila.
La televisió va tancar el 2012.